# Initiative technologique conjointe Clean Sky
L'initiative technologique conjointe Clean Sky (ciel propre), créée officiellement en février 2008, est un partenariat européen de coopération entre le secteur public (Union européenne) et le secteur privé dont le but est de développer un ensemble de technologies nécessaires pour « un système aérien propre, innovant et concurrentiel,, ». 
Les objectifs annoncés sont une réduction des émissions de CO2 de 50 %, des émissions de NOx de 80 % et une réduction de la pollution sonore de 50 %. 
Le projet, dont le budget s'élève à 1,6 milliard d'euros, est financé à 50% par l'industrie aéronautique et à 50% par l'UE.

## Clean Sky 1

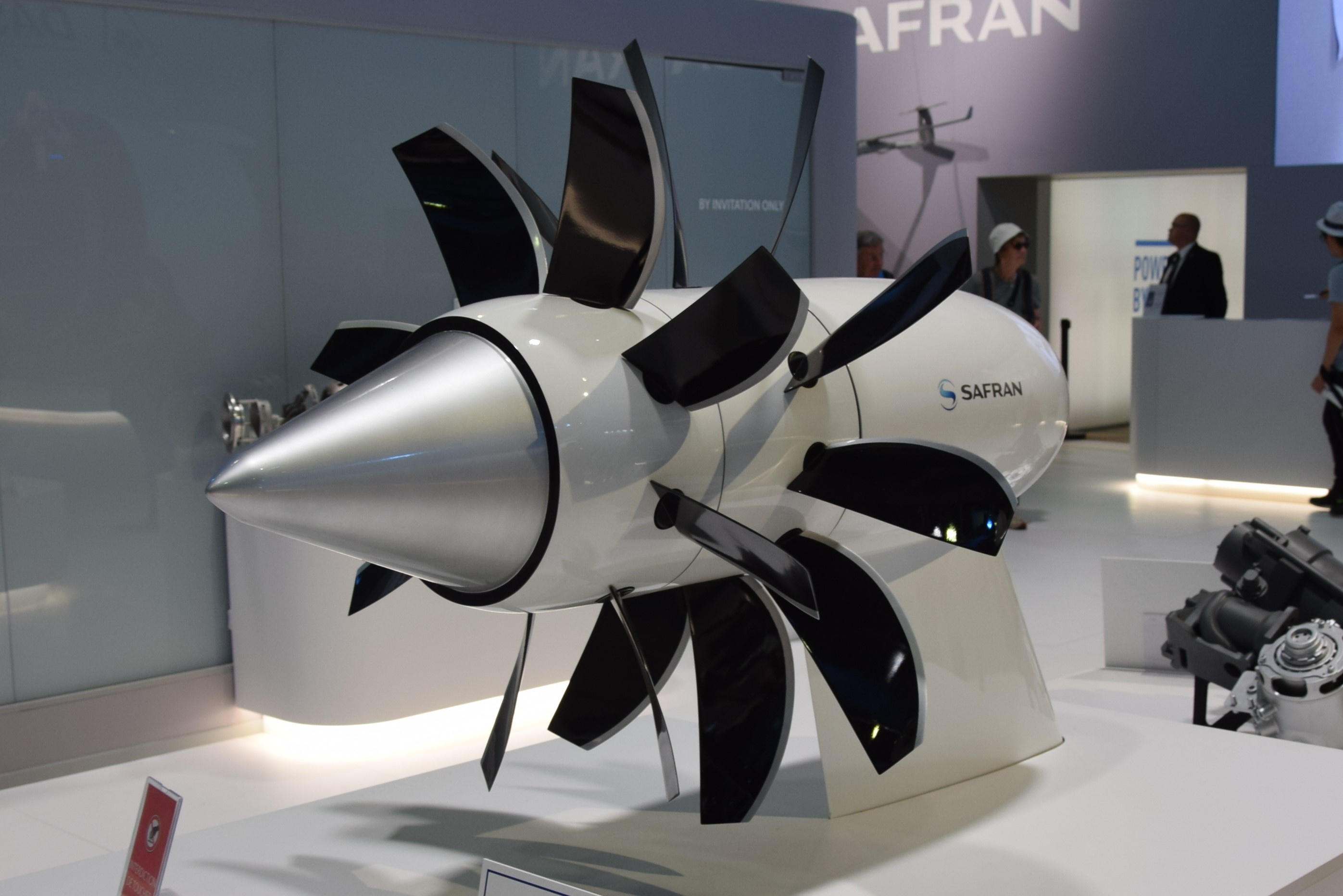
L'open rotor est un projet mené par Safran Aircraft Engines pour développer une soufflante non-carénée.

Le projet Clean Sky est organisé autour des six domaines suivants :
- les aéronefs à voilure fixe intelligents ;
- les avions de transport régional verts ;
- les aérogires verts ;
- les systèmes pour des opérations respectueuses de l'environnement ;
- les moteurs durables et verts ;
- l'écoconception.

## Clean Sky 2
L'appel à projets pour Clean Sky 2 est lancé le 19 décembre 2014. Les technologies concernées sont :
- les avions de ligne à large fuselage ;
- les avions régionaux ;
- les aérogires rapides ;
- les fuselages ;
- les moteurs :
- les systèmes ;
- le transport aérien léger ;
- l'écoconception.